# Heinz Marr
Heinz Marr (* 6. Februar 1876 in Leipzig; † 1940) war ein deutscher Soziologe, der während der Zeit des Nationalsozialismus als Professor an der Universität Frankfurt lehrte.

## Leben
Heinz Marr war Sohn von Wilhelm Marr und dessen dritter Ehefrau, Jenny Therese Kornick. 
Er studierte an der Universität Leipzig Nationalökonomie und Neuere Geschichte, wurde 1916 Geschäftsführer des Sozialen Museums, habilitierte sich 1929 und wurde Mitte der 1930er Jahre als Nachfolger des in die Emigration getriebenen Karl Mannheim Direktor des Soziologischen Seminars der Universität Frankfurt.
Marr war in der Weimarer Zeit Mitglied im Hohenrodter Bund und im Beirat der Abraham-Lincoln-Stiftung.

## Schriften (Auswahl)

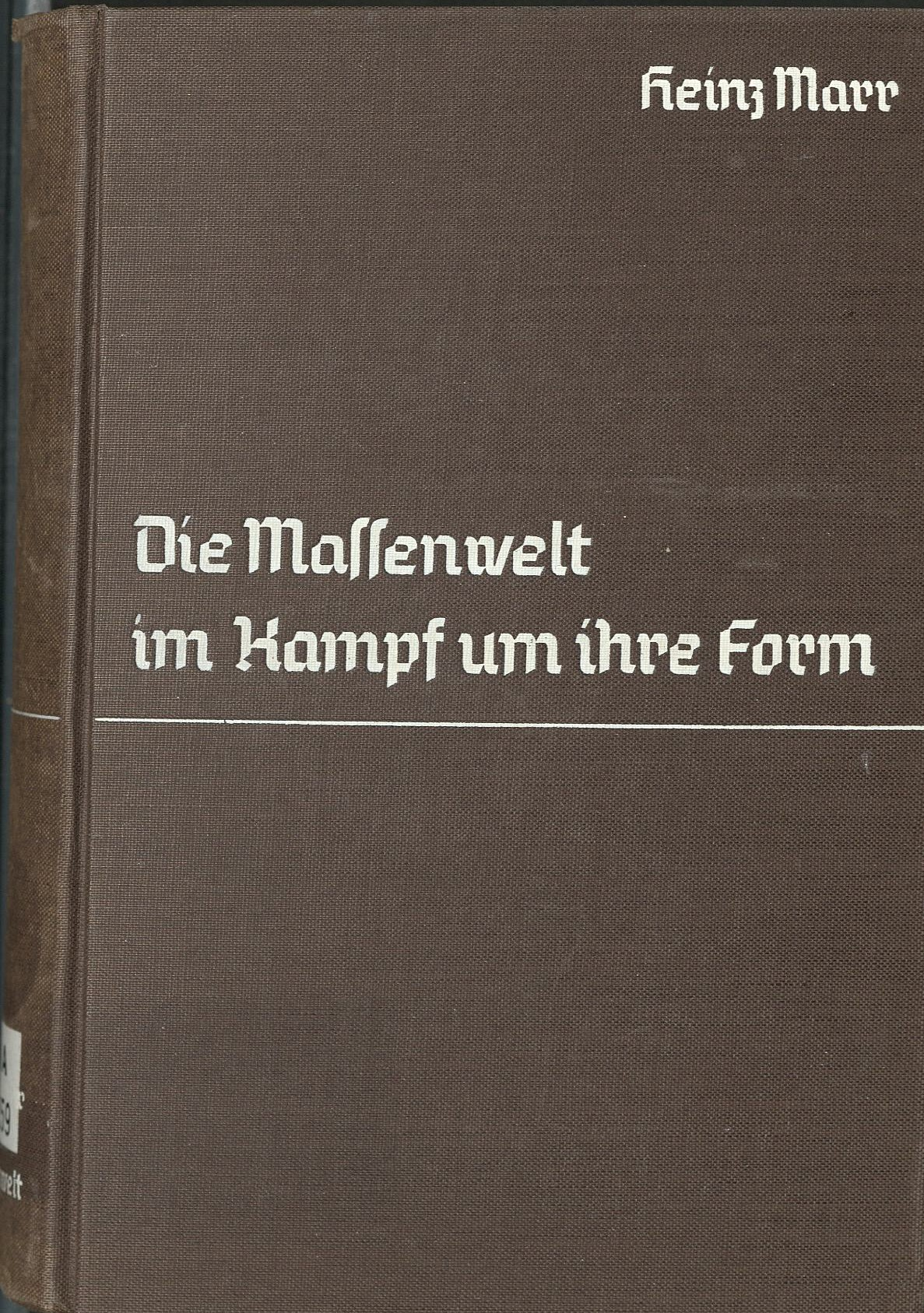
Sammelband (1934)

- Proletarisches Verlangen: Ein Beitrag zur Psychologie der Waffen, Jena: E. Diederichs, 1921
- Die Massenwelt im Kampf um ihre Form: Zur Soziologe der deutschen Gegenwart, Hamburg: Hanseatische Verlags Anstalt, 1934